# Félix Granda
Félix Granda Buylla (Pola de Lena, 21 de febrero de 1868 – Madrid, 23 de febrero de 1954), fue un sacerdote, escultor, pintor y orfebre español, que fundó el taller de arte litúrgico Talleres de Arte que dirigió hasta su muerte. El taller es ahora conocido como Talleres de Arte Granda, en países de habla española y como Granda Liturgical Arts en países de habla inglesa.

## Biografía

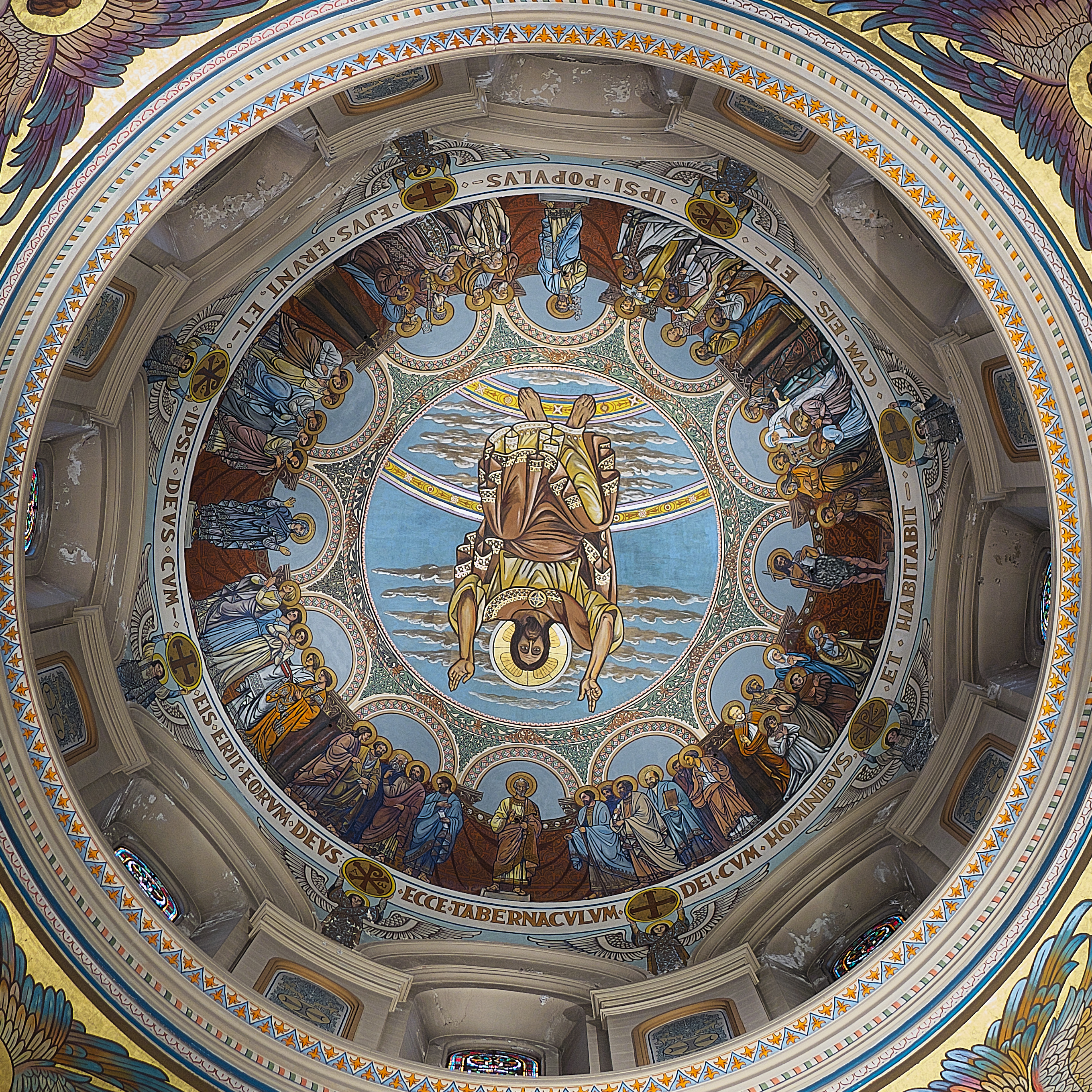
Bóveda del crucero de la iglesia de San Juan el Real (Oviedo)

Era el mayor de los seis hijos del médico Wenceslao Granda y su esposa Elvira. Comenzó sus estudios para el sacerdocio en el seminario de Oviedo a la edad de diez años, donde adquirió conocimientos en dibujo, pintura, escultura y orfebrería. Estuvo muchos veranos en Muros de Nalón, donde conoció un grupo de pintores, entre los que se encontraban Joaquín Sorolla y Cecilio Pla. Fue ordenado sacerdote de la diócesis de Madrid en 1891. 

## Talleres de Arte Granda
Ese mismo año, a la edad de veintitrés años, fundó los Talleres de Arte Granda, en Madrid. El Arzobispo-Obispo de Madrid-Alcalá, José María Cos y Macho, a quien había conocido Granda cuando Cos estaba de rector de la Catedral de Oviedo, aprobó el trabajo del joven sacerdote:

Las obras de arte que salen de su taller se abrirán caminos, tanto en las repúblicas de América del Sur como en las naciones europeas ... por la profundidad del pensamiento y el espíritu cristiano que los anima, por la novedad y la belleza del dibujo y la ejecución cuidadosa ... Continuar sin vacilación, por el bien de la religión, la profesión de las artes, uniéndose a la perfección su vocación sacerdotal con su aptitud artística.

El taller original se situó en la calle Fernando el Santo, en Madrid, pero pronto se trasladó a la residencia de Hotel Las Rosas en los Altos del Hipódromo para dar cabida al creciente número de artesanos que trabajaban con él. Granda describe la ubicación:

Para ser capaz de hacer el arte que nos proponemos, todos vivimos dentro de una moral y un ambiente físico sano ... en la parte alta de Madrid, en la ampliación de la Castellana, son edificios rodeados de jardines, con los estudios y viviendas que son espaciosas y están inundadas de luz y aire.

Félix Granda vivía en el Hotel de las Rosas con su hermana Cándida, viuda sin hijos, que le ayudaba en la administración del taller. En 1900, tenía empleados a más de 200 artesanos, para la creación de retablos, esculturas, sagrarios, relicarios, custodias, y otras obras de arte sacro. Las relaciones con los artistas que Granda había establecido en sus años de formación, resultaron muy valiosas para reunir tantos artesanos en una sola empresa. Según él mismo confesaba, su deseo era conseguir bajo un mismo techo, la colaboración de especialistas en diferentes profesiones artísticas como la pintura, la escultura, la orfebrería, los esmaltes, la carpintería, los trabajos en bronce o la elaboración de bordados para religiosos.
Granda no iniciaba ningún proyecto nuevo, sin una explicación detallada de su iconografía a todos los artesanos con los que iba a trabajar. Cada estudio fue dirigido por él y enseñó a los aprendices con clases y conferencias y les dio tiempo para la formación. El escultor José Capuz, Luis Ortega Bru y Juan Vargas Cortés, fueron algunos de los discípulos que recibieron su formación. 
En 1911, se realizó el Congreso Eucarístico Internacional en Madrid, Félix Granda ganó la medalla de oro en la Exposición de las Artes Decorativas en ese mismo año publicó el primer catálogo general del taller.

## Influencias artísticas
Bajo su dirección, se trabajaba en gran variedad de estilos: el mozárabe, Románico, Gótico, Barroco y Rococó. Granda se inspiró para su obra desde los inicios de la historia cristiana hasta su propio tiempo. Al describir los programas iconográficos en su trabajo, lo justificaba por el precedente de la antigüedad cristiana, citando estudios realizados por los arqueólogos Antonio Bosio, Giovanni Giustino Ciampini, Giuseppe Marchi, Giovanni Battista de Rossi, Louis Perret y Joseph-Alexander Martigny.
Sin embargo, también mantuvo correspondencia con los arquitectos del modernismo catalán, como Antonio Gaudí, quien representó a la vanguardia artística de su tiempo, y compartió su entusiasmo por la incorporación de la audacia de las formas naturales en el arte sacro. Por ejemplo, tanto Gaudí como Granda gustaban de utilizar las figuras de las tortugas marinas como soportes; Gaudí para las bases de las columnas de la Sagrada Familia, y Granda como peanas de sus custodias. Granda fue a veces incluso más audaz que Gaudí en sus imágenes. Él escribió:

Hoy en día no es suficiente estudiar las obras de Dios, ya que se han estudiado antes, sólo basta admirar el mundo que nuestros ojos ven ... A través del microscopio se puede ver la infinita variedad de microorganismos, las imágenes más poderosas que nunca han llegado a la imaginación del artista. ¿No deberíamos aprovechar este inmenso arsenal de datos científicos que nos proporciona, para hacer más rica y variada nuestras decoraciones, y enseñar la verdad contenida en el verso de la realeza del Profeta: nimis profundae factae sunt cogitationes tuae Domine!?

Granda discernió sus principios de un intenso estudio de la historia del arte, la escritura, la patrística, la liturgia sagrada, la tradición religiosa y la naturaleza, su propósito era aplicar los mismos principios a todo lo hecho en sus talleres, independientemente de su estilo histórico. En 1929, Demetrio Zurbitu Recalde, escribió un ensayo sobre la obra de Talleres de Arte, según él, toda la filosofía de Félix Granda sobre el arte podría ser resumida en cuatro palabras: la dignidad, la religiosidad, la popularidad y el simbolismo. 

### Dignidad
A finales del siglo XIX y principios del XX la calidad de arte religioso declinó, y las tradiciones artesanales fueron sustituidas por modelos industriales de producción. Un estilo de producción masiva de arte, conocido como el «arte de Saint-Sulpice»  de un barrio parisino famoso por sus tiendas de artículos religiosos, se convirtió en la norma internacional del arte sacro de la Iglesia católica. Zurbitu denunció las normas prevalentes artísticas de su tiempo:

Se diría que los artistas han cedido sus puestos a los comerciantes, parece que el escultor y el orfebre no tiene ninguna preocupación por hacer un objeto hermoso para inspirar la piedad, sino para hacer un modelo industrial capaz de multiplicarse por doce. El noble arte de la talla de mármol y la madera se han dejado a un lado ante la invasión del yeso común ... Y en esta inundación de lo profano y objetos vulgares, tan miserable en su forma como en material, sería inútil buscar cualquier signo de inspiración religiosa, o incluso un recuerdo del respeto que merece el noble destino para el que fueron falsificados:honor a la Casa de Dios.

En contraste, la obra de arte producida en el taller de Granda, se hacía de acuerdo con las calidades más altas de la artesanía y de sus materiales. Las obras sagradas producidas allí, eran las más ricas que se producían en España, adornadas con repujado, piedras preciosas, tallado de marfil, esmaltes, y medallas, estatuillas y frisos trabajados en metal. Sin embargo, Granda también creyó que los objetos más humildes, producido para iglesias y monasterios, sin clientes adinerados, aunque carecieran del esplendor de la riqueza no debía faltar la dignidad de la belleza. Él escribió que: tiene más valor que un hombre venere una estatua de arcilla que una escultura de oro con forma de arte decadente.Granda prefirió la talla directa en madera y piedra para realizar la escultura, tenía la creencia de que los métodos de producción en masa daban lugar a una paganización sensual de la forma. Las esculturas talladas por sus artesanos fueron más bien de carácter noble y sobrio, lleno de gravedad y de pureza, sin poses o gestos trágicos excesivos, la más adecuada a la serena belleza del arte religioso. Granda denunció la teatralidad en el arte religioso, como San Jerónimo la condenó de la retórica pomposa: como una ramera en la calle, no tienen por objeto instruir al público, sino ganar su favor.

### Religiosidad
El segundo principio de Félix Granda fue la religiosidad, escribió: que su deseo para el uso del arte era como el uso del lenguaje, hablar y enseñar acerca de Cristo - no para enseñar acerca de nosotros mismos, y mucho menos para presumir de nuestro lujo y de vanidad. Como un sacerdote piadoso, la imaginación de Granda estaba saturada con las imágenes de la Sagrada Escritura, que él describió como un tesoro inextinguible de motivos y figuras. Zurbitu comentó:

La Escritura, la doctrina, la liturgia, la tradición ... son las fuentes perennes de las que saca sus ideas artísticas, el arsenal de sus temas decorativos. Un retablo diseñado por el padre Granda no es simplemente un conjunto de elementos arquitectónicos ... Los grandes altares construidos en Talleres de Arte son verdaderamente poéticos, cada uno de desarrolla  un ciclo completo de las ideas litúrgicas y teológicas, llenas de doctrina y de religiosidad.

Como ejemplo, Zurbitu explicó el simbolismo de una custodia que Granda había diseñado para la Adoración nocturna en Madrid. Las figuras de los veinticuatro ancianos que adoran al Cordero en el Apocalipsis de San Juan están colocadas alrededor de la base, separadas en tres grupos, ocho de rodillas, ocho inclinadas profundamente, y ocho, de pie, con las copas de incienso, en función de su grado de perfección espiritual. Alrededor de la base del trono de la custodia, los personajes del Antiguo Testamento prefiguran el sacrificio eucarístico como cariátides. Abraham e Isaac, en pie dirigiéndose al monte Moriá, recordando el sacrificio del Calvario. Moisés y los israelitas representan la salvación a través de la Santa Cruz. Melquisedec presenta su oferta de pan y de vino, Isaías y David proclaman sus profecías mesiánicas.

### Popularidad
Demetrio Zurbitu escribió que el embellecimiento de nuestros templos no puede ser un regalo exclusivo para unos pocos estetas, sino que necesita ser entendido y saboreado por las masas creyentes. De acuerdo con este espíritu, Félix Granda insistió en que el arte producido en su taller no era abstracto, tenía que ser entendido y disfrutado por todos los fieles, incluyendo la gente más sencilla y no escolarizada. Así las formas empleadas se traducían en la imaginación popular, los ángeles y demonios, monstruos y criaturas mitológicas, la flora y la fauna regional, y los hombres en sus labores cotidianas.

### Simbolismo
La restauración de un simbolismo para el arte sagrado fue un principio fundamental de su taller. En sus primeras instrucciones a Félix Granda en 1891, el Arzobispo Cos le animó a recuperar en los objetos del culto divino el simbolismo sagrado que habían perdido a través de los siglos. Ernest Grimaud Decaux escribió del padre de Granda:

Ferviente admirador de la obra de infinita belleza creada por los artistas, escultores, tallistas y metalúrgicos de la Edad Media con su riqueza de simbolismo, se lamentaba de que el arte cristiano de hoy, no existía como un arte simbólico, deseaba ardientemente, hacerlo revivir en el arte de la iglesia moderna. Iba, en cada santuario, a ver los vasos sagrados simbólicos en sí mismos y los objetos para que no quedaran muertos en las manos del oficiante.

 Granda escribió:

La Santa Biblia, los himnos y oraciones de la Iglesia, nos ofrece un tesoro inagotable de motivos y figuras ... Las líneas, las luces y reflejos de oro, el brillo y el color de piedras preciosas, las rosas y los lirios, la flor de la pasión, y las margaritas, las granadas, las uvas, las hojas y las flores, los peces y los pájaros, las aguas y las nubes, los signos y las cosas misteriosas que los libros sagrados nos sugieren, son las palabras con las que balbucear el nombre de nuestro corazón amado.

## Obras
Bajo la dirección de Félix Granda: 

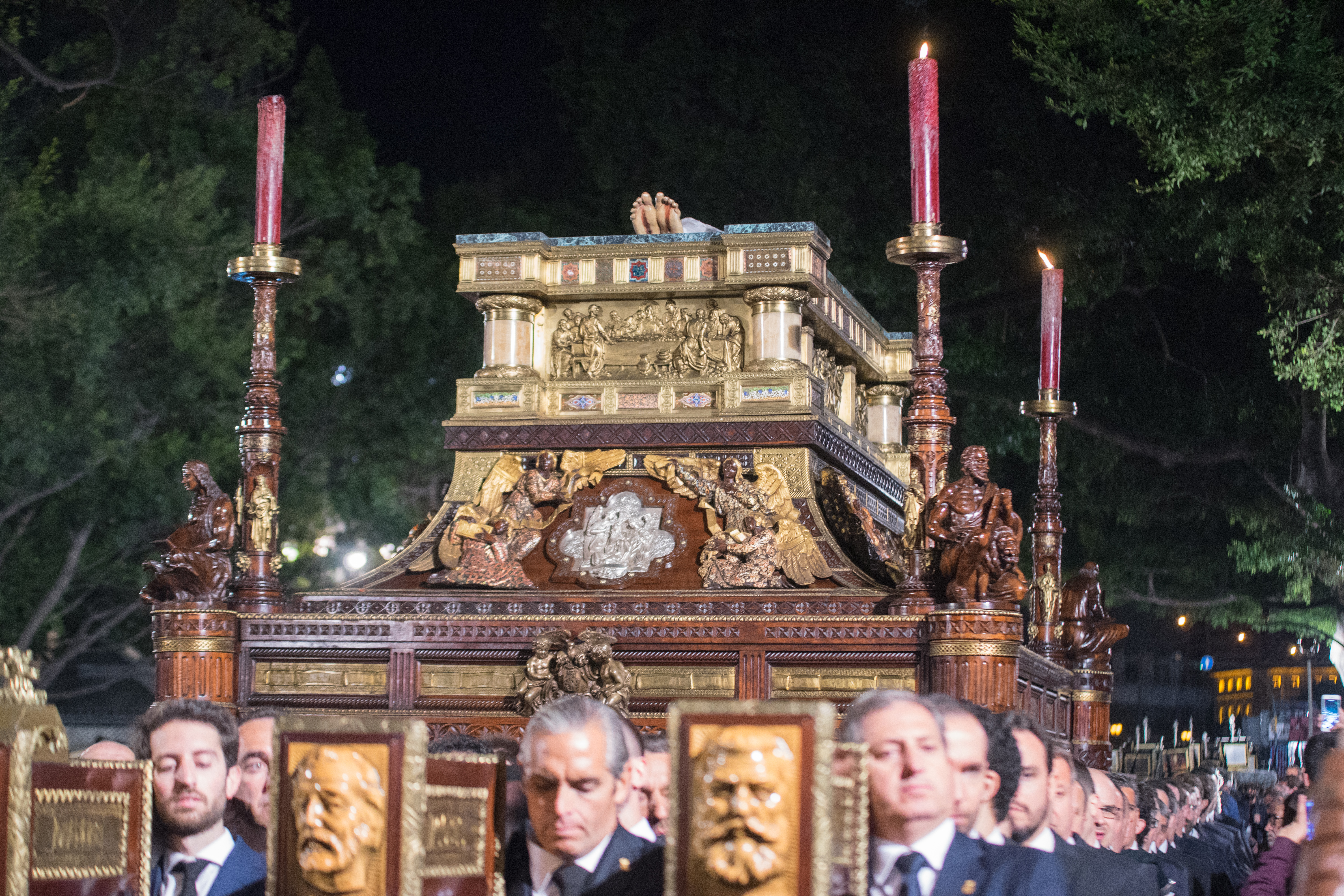
Trono de Jesús del Santo Sepulcro, 1927, Málaga

- Se diseñaron y fabricaron custodias elaboradas para las catedrales de León, Lugo, Madrid, Oviedo y Burgos.
- Un retablo realizado para el palacio episcopal en Madrid, dedicado a la Virgen de la Almudena, está colocado en la nueva catedral de la capital de España.
- Se diseñó el nuevo mobiliario interior de la iglesia medieval de Santo Tomás de Cantorbery en Avilés (1903).[9]
- El retablo de la Iglesia del Sagrado Corazón de Reina en La Habana, fue construido en 1915. Esta iglesia jesuítica es uno de los pocos edificios de arquitectura neogótica en Cuba. El retablo es también del mismo estilo, con pináculos y con elaborada tracería. La imagen central es una gran escultura del Sagrado Corazón. Una procesión de figuras que representan los patriarcas y profetas se encuentran sobre un pedestal de mármol para llevar el Arca de la Alianza, por encima de ellos hay unas estatuas de ángeles que izan al niño Jesús. Las estatuas laterales representan santos jesuitas.
- La capilla sepulcral de San Juan de la Cruz en Segovia fue construida en 1926 para conmemorar el bicentenario de la canonización del santo, e incluye un retablo, varias estatuas y relieves, mosaicos, un tabernáculo, y un sarcófago sobre el altar con el torso y la cabeza del santo.
- La corona de la Virgen del Sagrario, patrona de Toledo, coronada con ella el 30 de mayo de 1926. De oro, platino y pedrería. Una auténtica joya de la orfebrería española del siglo XX.
- En 1927 realiza para la Hermandad del Sepulcro de Málaga el trono del Cristo bajo diseño del pintor Moreno Carbonero para su procesión del Viernes Santo en la Semana Santa.
- La corona de Nuestra Señora de Guadalupe en Cáceres (1928). A la coronación canónica asistió el rey Alfonso XIII, el nuncio papal, y cardenales de España.
- La corona de la Virgen y el Niño de Covadonga se hizo en su taller en 1928, así como otras obras para Asturias fueron el mobiliario de San Juan el Real en Oviedo, y la decoración del templo y el salón del Seminario Conciliar.
- En los incendios en los conventos a causa de la guerra civil española, desaparece la imagen de la Patrona de la Ciudad de Cádiz y realiza la nueva imagen de Ntra. Sra. del Rosario (Patrona de Cádiz) popularmente conocida entre los gaditanos como La Rubia de Granda. Desconocemos los motivos de su desaparición, pero actualmente se encuentra en paradero desconocido. Ntra. Sra. del Rosario, patrona de Bullas.

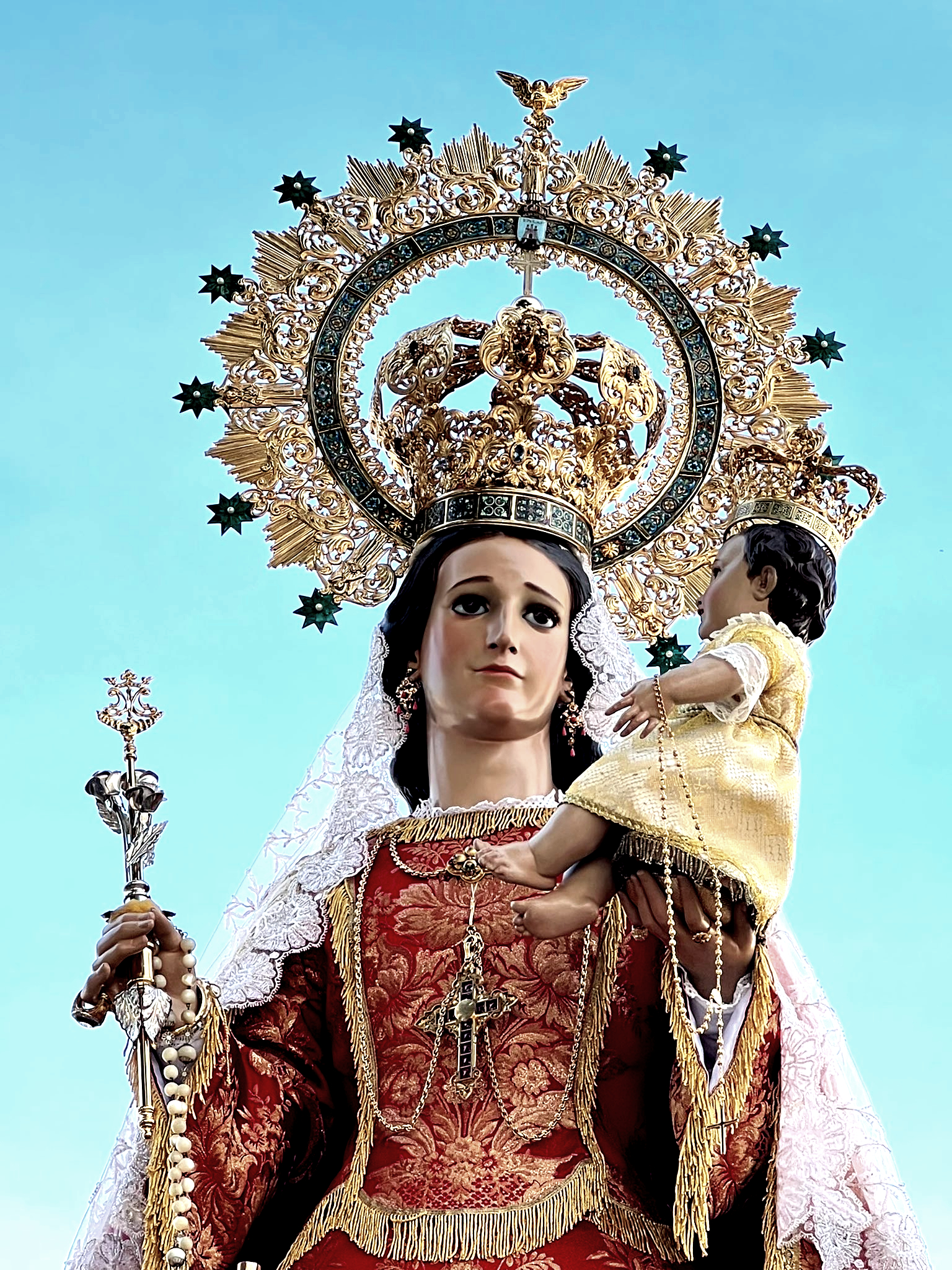
Ntra. Sra. del Rosario, patrona de Bullas

- En 1934 realizó el monumento funerario del obispo Francisco Frutos Valiente en la Catedral Nueva de Salamanca. Consiste en un sarcófago de mármol de color gris bajo una imagen de Cristo Crucificado con una corona dorada adornada de joyas de estilo bizantino. [10]
- En 1939 realizó por encargo de su amigo Antonio García y García, Arzobispo de Valladolid en aquella época y natural de Bullas (Murcia), la talla de Ntra. Sra. del Rosario, patrona y alcaldesa perpetua del municipio anteriormente mencionado. Es una imagen de candelero, con la melena tallada y el niño Jesús sobre su mano, realizada en madera de cedro. Goza de gran devoción por parte de los habitantes del pueblo y es una talla de gran belleza.
- En 1940 una urna acristalada con ornamentos en bronce para el Cristo yacente de El Pardo de Gregorio Fernández, conservado en el convento de los padres capuchinos, esta obra fue financiada por Francisco Franco.
- En 1941, también realiza para el Cristo de la Expiración del escultor Mariano Benlliure de Málaga, el trono para su procesión en Semana Santa, reunió en esta construcción los materiales de madera, bronce y plata y toda una serie de ornamentación con un gran discurso de símbolos cristianos.[5] Otro trono para procesionar fue el realizado para la Cofradía del Nazareno de Cartagena ejecutado en el año 1948.[11]
- Corona de Nuestra Señora de las Angustias (1948), realizada para la titular de la Cofradía de Nuestra Señora de las Angustias y descendimiento de Cristo de Úbeda.
- Otras obras importantes incluyen el altar mayor del monasterio de San Isidro de Dueñas en Palencia, un altar en la Basílica del Pilar en Zaragoza, el altar de Nuestra Señora del Buen Consejo en la Iglesia de San Isidro en Madrid, y los murales del ábside de la capilla del seminario en Madrid.
- Una iglesia del siglo XVII en Valladolid, que anteriormente habían servido como la capilla del Colegio de los Jesuitas de San Ambrosio: la iglesia parroquial de San Esteban, se convirtió en el Santuario Nacional de la Gran Promesa en 1941 para conmemorar la devoción especial al Sagrado Corazón propagada por el jesuita Bernardo Francisco de Hoyos. Fueron encargados al padre Granda la sustitución de retablos y altares destruidos por el fuego que sufrió dicho templo en 1869. El retablo principal incluye una gran escultura del Sagrado Corazón y diversos relieves como la Adoración de los Magos y la Revelación de la Gran Promesa. Félix Granda también diseñó los altares dedicados a Cristo Rey y el retablo de la Virgen del Pilar, una carroza procesional de Cristo Rey, el púlpito, las estaciones del Vía Crucis, el tabernáculo, la santa cruz y la custodia.[12]
- El retablo del altar del sagrario de la parroquia de San Juan Bautista de Hinojosa del Duque (Córdoba), junto con la escultura del Sagrado Corazón de Jesús de dicho retablo. Además en esta parroquia se encuentra también la talla en madera policromada de un Cristo Yacente perteneciente a la Cofradía del Santo Sepulcro y la Virgen en su Amargura, que en un principio iba destinado a Málaga.

El maestro escultor Luis Ortega Bru trabajó para talleres Granda entre 1955 y 1958, de este período destacan:
- La antigua titular Ntra. Sra. de las Penas de la Parroquia de San Andrés de Sevilla realizada en 1956 para la Hermandad Sacramental de San Ándres, hoy Hermandad de Santa Marta (Sevilla). Dicha imagen fue sustituida por la actual de Sebastián Santos Rojas.
- Misterio del Sagrado descendimiento (1957) para la Hermandad de la Soledad de Jerez de la Frontera.[13]